# Angels Camp
Angels Camp è un comune degli Stati Uniti d'America, situato nello Stato della California, nella contea di Calaveras.